# Benigne lymfo-epitheliale laesie
Benigne lymfo-epitheliale laesie is mogelijk een voorstadium van het syndroom van Sjögren. Het komt meer bij mannen dan bij vrouwen voor en manifesteert zich vaak op middelbare of hoge leeftijd. Het begin van de laesie heeft symptomen als verkoudheid en koorts, daarna kan ook zwelling optreden. Het histologische beeld toont een diffuus in het speekselklier verspreid lymfocytair infiltraat. Karakteristiek zijn de veldjes met epitheliale cellen, symptomen zijn opgezette speeksel- en traanklieren. De behandeling bestaat uit chirurgische verwijdering.